# Incidente della USS Panay
L'Incidente della USS Panay, avvenuto il 12 dicembre 1937, fu un attacco giapponese alla cannoniera americana Panay e a tre petroliere della Standard Oil Company sul fiume Azzurro, in Cina. I giapponesi mitragliarono i sopravvissuti in acqua. Le barche stavano salvando civili statunitensi e cinesi in fuga dagli invasori giapponesi che attaccavano Nanchino, in Cina. Il Giappone e gli Stati Uniti non erano in guerra in quel momento. L'indignazione pubblica fu forte negli Stati Uniti, ma entrambe le parti furono concilianti e risolsero rapidamente la controversia. I giapponesi affermarono di non aver visto le bandiere degli Stati Uniti dipinte sul ponte della cannoniera. Tokyo si scusò ufficialmente e pagò un'indennità in contanti. L'accordo placò parte della rabbia degli Stati Uniti e i giornali definirono chiusa la questione.

## Antefatti
La Panay, un'imbarcazione a fondo piatto costruita a Shanghai appositamente per compiti di sorveglianza fluviale, servì come parte della Yangtze Patrol nell'Asiatic Fleet della U.S. Navy, che era responsabile per il pattugliamento del fiume Azzurro (o Yangtze) al fine di proteggere le vite e le proprietà americane in Cina.
Dopo l'invasione della Cina nell'estate del 1937, le forze giapponesi si spostarono nella città di Nanchino in dicembre, dove in seguito commisero il massacro nella città che causò la morte di 300 000 civili e prigionieri di guerra. La Panay evacuò i restanti cittadini americani dalla città l'11 dicembre, portando a bordo cinque ufficiali, 54 uomini di leva, quattro funzionari dell'ambasciata degli Stati Uniti e 10 civili, tra cui il cameraman di Universal Newsreel Norman Alley, Eric Mayell di Movietone News, Norman Soong del New York Times, il corrispondente del Collier Weekly Jim Marshall, e due italiani: il corrispondente de La Stampa Sandro Sandri e il corrispondente del Corriere della Sera Luigi Barzini.

## L'incidente

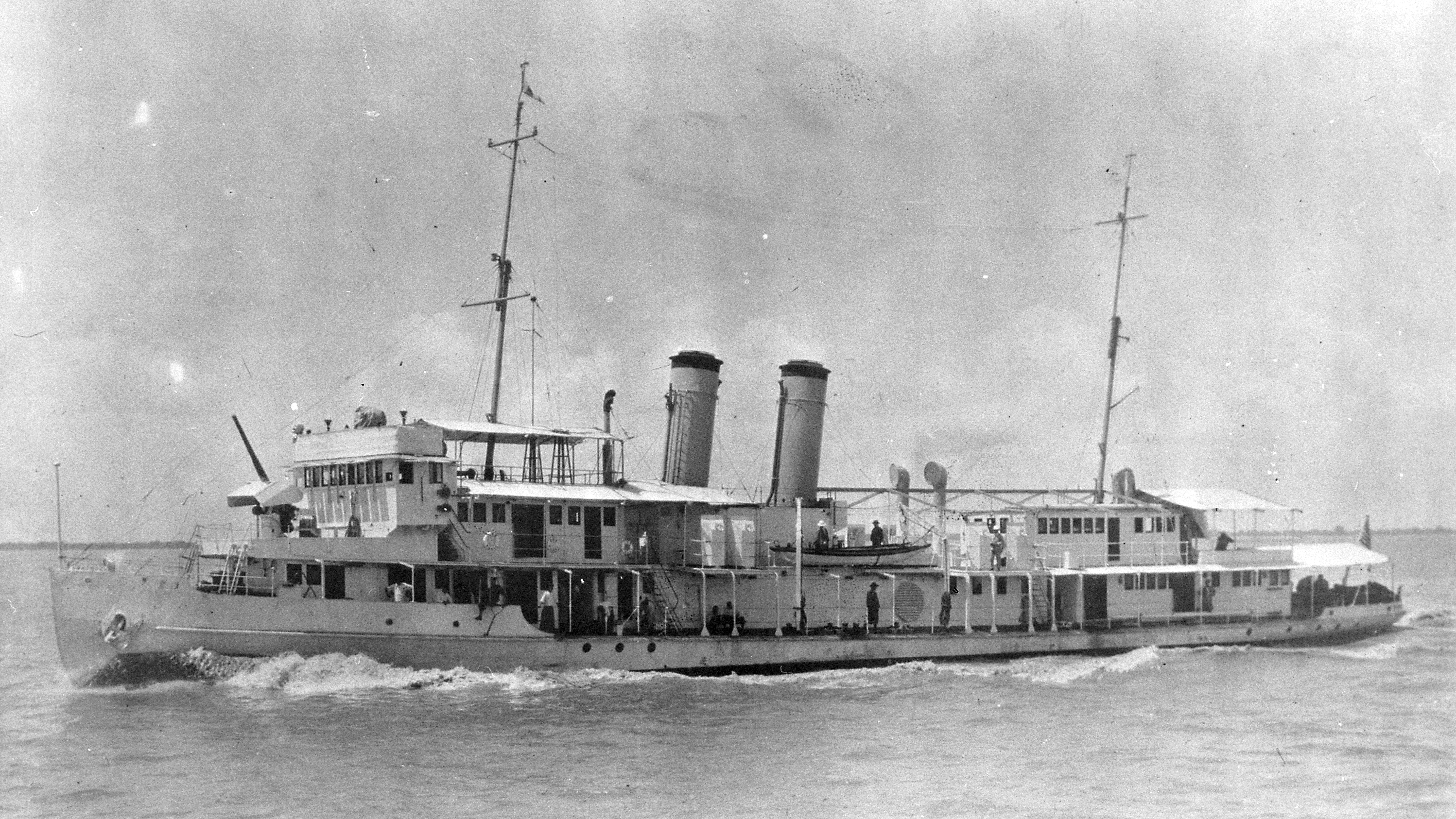
La USS Panay in corso durante il processo di standardizzazione al largo di Woosung, Cina, il 30 agosto 1928.

La mattina del 12 le forze aeree giapponesi ricevettero informazioni che le forze cinesi in fuga si trovavano nella zona su 10 grandi piroscafi e un gran numero di giunche e che si trovavano tra 19 e 40 km da Nanchino. Mentre era ancorata a monte di Nanchino, la Panay e tre petroliere della Standard Oil, la Mei Ping, la Mei An e la Mei Hsia, vennero attaccate da aerei dell'aeronautica navale giapponese. La Panay venne colpita da due delle diciotto bombe da 60 kg sganciate da tre bombardieri Yokosuka B4Y (Type-96) e mitragliata da nove caccia Nakajima A4N (Type-95).
Secondo il tenente J.W. Geist, un ufficiale a bordo della Panay, "il giorno prima avevamo comunicato all'esercito giapponese la zona in cui eravamo" e sulla nave erano chiaramente visibili tre bandiere statunitensi. Gli aerei mitragliarono anche le piccole imbarcazioni che prendevano i feriti a terra e molti sopravvissuti vennero feriti. Il corrispondente del The Times di Londra Colin MacDonald, che era anch'egli a bordo della Panay, disse che una piccola barca dell'esercito giapponese mitragliò la Panay mentre stava affondando nonostante fosse dipinta sul lato del battello la bandiera statunitense. Dal momento che gli aerei giapponesi continuarono a volteggiare in cielo, i sopravvissuti si rannicchiarono fino alle ginocchia nel fango in una palude.
Come risultato dell'attacco la Panay affondò; il magazziniere di prima classe Charles L. Ensminger, il capitano della petroliera della Standard Oil Carl H. Carlson e il giornalista italiano Sandro Sandri rimasero uccisi, il timoniere Edgar C. Hulsebus morì più tardi quella notte. 43 marinai e 5 civili vennero feriti. Le tre petroliere della Standard Oil vennero bombardate e distrutte e il capitano della Mei An e molti passeggeri civili cinesi vennero uccisi. Le navi stavano aiutando ad evacuare le famiglie dei dipendenti e dei funzionari della Standard Oil a Nanchino durante l'attacco giapponese a quella città.
Due cineoperatori di cinegiornale erano a bordo durante l'attacco (Norman Alley di Universal News e Eric Mayell di Movietone News); essi riuscirono a filmare parte dell'attacco e, dopo aver raggiunto la riva, l'affondamento della nave nel mezzo del fiume. I sopravvissuti vennero poi presi a bordo della nave statunitense USS Oahu e delle cannoniere inglesi HMS Ladybird e HMS Bee. Lo stesso giorno, una batteria costiera giapponese aveva fatto fuoco contro la Ladybird. I sopravvissuti affrontarono notti quasi gelide con abiti inadeguati e senza cibo. Ci vollero tre giorni per spostare i sedici feriti al sicuro sulle diverse navi inglesi e americane.

## La diplomazia
Le conseguenze dell'affondamento della Panay comportarono un momento di agitazione per l'ambasciatore degli Stati Uniti in Giappone, Joseph C. Grew. Grew, la cui esperienza nel servizio estero durava da più di 30 anni, "ricordò il Maine," la nave della U.S. Navy che venne fatta esplodere nel porto dell'Avana nel 1898. L'affondamento del Maine aveva spinto gli Stati Uniti nella guerra ispano-americana e Grew sperava che l'affondamento della Panay non avrebbe provocato la rottura delle relazioni diplomatiche e per la guerra con il Giappone.
Il governo giapponese si prese la totale responsabilità per l'affondamento della Panay, ma continuò a sostenere che l'attacco non era stato intenzionale. Il capo di stato maggiore delle forze navali giapponesi nella Cina settentrionale, il vice ammiraglio Rokuzō Sugiyama, venne obbligato a porgere le sue scuse. Le scuse formali arrivarono a Washington alla vigilia di Natale.
Sebbene gli ufficiali giapponesi affermassero che i loro piloti non avevano mai visto bandiere americane sulla Panay, una corte d'inchiesta della U.S. Navy stabilì che sulla nave erano chiaramente visibili diverse bandiere statunitensi durante gli attacchi. Nel corso della riunione, tenutasi presso l'ambasciata degli Stati Uniti a Tokyo il 23 dicembre, gli ufficiali giapponesi sostennero che un aereo della marina aveva attaccato una barca dotata di mitragliatrice per un breve periodo di tempo e che barche a motore o lance dell'esercito giapponese avevano attaccato i piroscafi cinesi fuggiti a monte sulla sponda opposta. Tuttavia, la marina giapponese insistette che l'attacco non era stato intenzionale. Il governo giapponese pagò un indennizzo di 2 214 007,36 dollari statunitensi agli Stati Uniti il 22 aprile 1938, chiudendo ufficialmente l'incidente della Panay.

## Dopo l'incidente
Fin dall'inizio, la posizione del Dipartimento di Stato fu che nessuna delle famiglie delle vittime o dei marinai o dei civili feriti avrebbe potuto ricevere dei risarcimenti. Nessun ufficio o dipartimento del governo federale avrebbe accettato il denaro. Il Dipartimento di Stato espresse anche il desiderio che tutti gli accordi necessari venissero presi tempestivamente. Hull non voleva che il popolo giapponese aspettasse una decisione su cosa sarebbe successo ai soldi donati. Un ritardo prolungato avrebbe potuto portare a malintesi, soprattutto se si fosse deciso mesi dopo di restituire il denaro ai donatori.
Il telegramma del Dipartimento di Stato del 18 dicembre prevedeva inoltre, almeno per il momento, che solo l'ambasciatore americano in Giappone e l'ambasciatore degli Stati Uniti in Cina avrebbero potuto accettare donazioni relative all'incidente della Panay. Diversi consolati statunitensi ricevettero denaro, tra cui i consolati di Nagoya, Kōbe, Nagasaki ed Osaka, in Giappone; di Taipei a Taiwan; di Keijo (Seul) in Corea; di Dairen in Manciuria; e di San Paolo in Brasile. Questi contributi vennero infine inoltrati all'ambasciatore a Tokyo. Grew tenne tutti i soldi ricevuti in relazione all'incidente della Panay nella cassaforte dell'ambasciata fino a quando il Dipartimento di Stato non avesse trovato una soluzione.
I consolati statunitensi a Nagasaki inoltrarono diversi contributi e traduzioni di lettere all'ambasciata a Tokyo, tra cui 50 ¥ di un certo signor Ichiro Murakami, identificato come un ex pensionato della U.S. Navy, e da un altro individuo che volle rimanere anonimo.
La Navy Cross venne successivamente conferita a due ufficiali di marina britannici, il vice ammiraglio Lewis Eyre Crabbe ed il tenente comandante Harry Barlow, per la loro "cooperazione volontaria e non forzata nell'assistenza al recupero dei sopravvissuti della U.S.S. Panay".

### Le altre lettere
In una lettera due giorni dopo, il consolato di Nagasaki riferì a Grew anche che il 21 dicembre un bambino della scuola elementare Shin Kozen aveva portato una lettera e una donazione di ¥ 2 al consolato ed era stato accompagnato da suo fratello maggiore. Il console allegò sia il contributo che la traduzione originale della lettera del ragazzo. La lettera recita: "Il freddo è arrivato. Avendo sentito da mio fratello maggiore che la nave da guerra americana è affondata l'altro giorno, mi è dispiaciuto molto. Essendo stato commesso (l'attacco) senza intenzione al di là di ogni dubbio, mi scuso a nome dei soldati. Vi prego di perdonarli. Qui vi è il denaro che ho risparmiato. Vi prego di consegnarlo ai marinai americani feriti." La lettera, indirizzata "Ai marinai americani", era firmata solo "Uno degli allievi della Shin Kozen." Il ragazzo non fornì il suo nome nella lettera e non lo rivelò durante la visita al consolato.
Un quotidiano locale, il Nagasaki Minyu Shimbun, pubblicò la storia della donazione di Murakami e quella dello scolaro ed incluse un estratto della lettera del ragazzo. Arthur F. Tower, console americano a Nagasaki, informò l'ambasciatore Grew dell'articolo, che era stato pubblicato il 7 gennaio. Tower informò inoltre Grew che un giornalista di un altro giornale, l'Asahi Shinbun di Tokyo ed Osaka, lo aveva chiamato il 23 dicembre per discutere delle donazioni della Panay. Tower rassicurò Grew che "questo consolato non ha cercato di dare pubblicità alle donazioni ricevute od offerte ed ha fornito le informazioni su di esse solo in due occasioni, quando richiesto."

### I pensionati
Sebbene il console a Nagasaki non stesse cercando di pubblicizzare le donazioni, le storie dei giornali potrebbero aver aumentato i contributi al suo consolato. L'8 gennaio, un pensionato giapponese della U.S. Navy si presentò di persona per dare un contributo di ¥ 5 per il soccorso delle persone coinvolte nell'incidente della Panay. Quando il suo contributo venne accettato, l'ex marinaio informò il console che anche un gruppo di altri pensionati statunitensi avrebbe voluto donare soldi.
Il 10 gennaio visitò di nuovo il consolato, questa volta con due rappresentanti dei pensionati giapponesi della U.S. Navy che vivevano nella zona. A questo punto, tuttavia, il consolato di Nagasaki aveva ricevuto la circolare di vigilanza del consolato generale, in cui s'informava che tutti i contributi relativi alla Panay dovevano essere effettuati o all'ambasciatore in Cina o all'ambasciatore in Giappone. I signori tentarono di donare denaro, ma vennero informati che il console non poteva più ricevere contributi e gli uomini vennero invitati a comunicare direttamente con l'ambasciata americana a Tokyo. Subito dopo la partenza degli ex marinai statunitensi, due giapponesi arrivarono al consolato. Questi signori, rappresentanti dell'Associazione buddista di Nagasaki, erano venuti anche loro per donare fondi per le vittime della Panay e allo stesso modo vennero allontanati.

## Le responsabilità dell'attacco
Gli storici moderni ritengono che l'attacco possa essere stato intenzionale. Secondo John Prados, i crittografi della Marina avevano intercettato e decifrato il traffico relativo agli aerei attaccanti che indicavano chiaramente che erano agli ordini durante l'attacco e che non si era trattato di un errore di alcun tipo. Questa informazione non venne rilasciata, al momento, per ovvie ragioni di segretezza. Lo scrittore Nick Sparks ritiene che il caos a Nanchino abbia creato un'opportunità per le fazioni ribelli all'interno dell'esercito giapponese, che volevano obbligare gli Stati Uniti ad un conflitto attivo in modo che i giapponesi potessero cacciare gli Stati Uniti dalla Cina una volta per tutte.

## Memoria collettiva
Fon Huffman, l'ultimo sopravvissuto all'incidente, morì nel 2008. L'ultimo pilota giapponese sopravvissuto che partecipò all'attacco fu invece Kaname Harada, che morì nel 2016.
L'episodio venne citato da Philip K. Dick nel suo romanzo La svastica sul sole, raffigurato in un quadro di carte collezionabili del 1940, nella serie Orrori di guerra con il titolo "l'affondamento della Panay". L'incidente caratterizza inoltre il romanzo Un inverno in Cina dello scrittore britannico Douglas Galbraith. Viene anche descritto nel romanzo storico Pearl Harbor di Newt Gingrich e William R. Forstchen.
L'incidente della Panay è una parte importante del contesto del thriller di Own Sela An Exchange of Eagles. Nel libro, l'unico figlio di Max Schroeder, un colonnello dell'intelligence militare, venne ucciso a bordo della Panay. Schroeder nutre un rancore profondo nei confronti del presidente Roosevelt, che ritiene abbia mandato il figlio a morire invano, e ciò lo rende disposto, nel 1940, a contemplare l'assassinio di Roosevelt per impedire che i soldati americani vengano mandati a morire in Europa. Anche il film del 2009 John Rabe ritrae una versione romanzata dell'incidente.
Il romanzo di Matt Zullo del 2020 The US Navy's On-the-Roof Gang, Vol. 1 racconta la narrazione degli operatori di intercettazione della Marina alle Hawaii che seguirono le comunicazioni giapponesi prima e durante l'attacco.